# Pétfürdő
Pétfürdő là một làng thuộc hạt Veszprém, Hungary. Làng này có diện tích 17,32 km², dân số năm 2010 là 4815 người, mật độ 278 người/km².